# 1G
1G се отнася до първото поколение безжична клетъчна технология (мобилни телекомуникации). Това са аналоговите телекомуникационни стандарти, които са въведени през 80-те години на 20-и век и продължават да се използват, докато не са заменени от 2G цифрови телекомуникации. Основната разлика между тези две мобилни клетъчни поколения е, че аудио предаванията на 1G мрежите са аналогови, докато 2G мрежите са изцяло компютърно-четими.
Въпреки че и двете системи използват цифрова сигнализация за свързване на радио кулите (които слушат слушалките) с останалата част от телефонната система, самият глас по време на разговор се кодира към цифрови сигнали в 2G, докато при 1G се модулира само до по-висока честота, обикновено 150 MHz и нагоре. Присъщите предимства на цифровата технология пред тази на аналоговата означават, че 2G мрежите в крайна сметка ги заменят навсякъде.
Един такъв стандарт е Nordic Mobile Telephone (NMT), използван в скандинавските страни, Швейцария, Холандия, Източна Европа и Русия. Други включват Advanced Mobile Phone System (AMPS), използвана в Северна Америка и Австралия, TACS (Total Access Communications System) в Обединеното кралство, C-450 в Западна Германия, Португалия и Южна Африка, Radiocom 2000 във Франция, TMA в Испания и RTMI в Италия. В Япония има множество системи. Три стандарта, TZ-801, TZ-802 и TZ-803, са разработени от NTT (Nippon Telegraph and Telephone Corporation), докато конкурентна система, управлявана от Daini Denden Planning, Inc. (DDI), използва Стандарт за комуникационна система за общ достъп на Япония (JTACS).

## История
Първата комерсиално автоматизирана клетъчна мрежа (поколението 1G) е пусната в Япония от Nippon Telegraph and Telephone (NTT) през 1979 г., първоначално в столичния район на Токио. В рамките на пет години мрежата NTT е разширена, за да покрие цялото население на Япония и става първата национална 1G мрежа.
През 1981 г. системата NMT стартира едновременно в Дания, Финландия, Норвегия и Швеция. NMT е първата мобилна телефонна мрежа с международен роуминг. През 1983 г. първата 1G мрежа, пусната в САЩ, е базираната в Чикаго Ameritech, използваща мобилния телефон Motorola DynaTAC. Следват и други държави в началото до средата на 80-те години на 20-и век, включително Великобритания и Северна Ирландия, Мексико и Канада.